# Ourapteryx marginata
Ourapteryx marginata är en fjärilsart som beskrevs av George Francis Hampson 1895. Ourapteryx marginata ingår i släktet Ourapteryx och familjen mätare. Inga underarter finns listade i Catalogue of Life.